# Turhan Sofuoğlu
Turhan Sofuoğlu (ur. 19 sierpnia 1965 w Sakaryi) – turecki trener piłkarski i piłkarz występujący na pozycji obrońcy lub defensywnego pomocnika. Były reprezentant Turcji.

## Sukcesy piłkarskie

### Klubowe
Sakaryaspor
- Zdobywca Pucharu Turcji: 1987/1988

Fenerbahçe SK
- Mistrzostwo Turcji: 1988/1989